# Peral de Arlanza
Peral de Arlanza – gmina w Hiszpanii, w prowincji Burgos, w Kastylii i León, o powierzchni 29,03 km². W 2011 roku gmina liczyła 160 mieszkańców.